# Джинджелл, Джуди
Джуди Джинджелл (англ. Judy Gingell; род. 26 ноября 1946, Уайтхорс) — канадский политик индейского (южно-тутчонского) происхождения, который занимал пост комиссара Юкона с 1995 по 2000 года.

## Биография
Джуди Джинджелл родилась в Мус-Лейк в 1946 году. Джуди Джинджелл была директором и основателем Братства коренных жителей Юкона в 1969 году. В 1970-х и 1980-х годах она работала в исполнительном совете Ассоциации индийских женщин Юкона и стала директором и основателем CHON-FM. Затем в 1980 году она была избрана президентом Индейской корпорации развития Юкона. Она также была председателем Совета по делам индейцев Юкона с 1989 года по май 1995 года.
Джуди была назначена первым комиссаром по делам аборигенов 23 июня 1995 года, но ушла в отставку в сентябре 2000 года. Она баллотировалась от Либеральной партии Юкона в 2002 году на всеобщих выборах в Юконе, но не была избрана в Законодательную ассамблею Юкона.
В 2009 году она стала членом Ордена Канады «за её вклад в течение последних четырех десятилетий в поощрение и развитие прав коренных народов и управления в Юконе». В 2019 году Джуди была награждена орденом Юкона.
Имеет свой собственный герб.